# Ataenius setosus
Ataenius setosus är en skalbaggsart som beskrevs av Schmidt 1909. Ataenius setosus ingår i släktet Ataenius och familjen Aphodiidae. Inga underarter finns listade.